# Rudolf Scharping

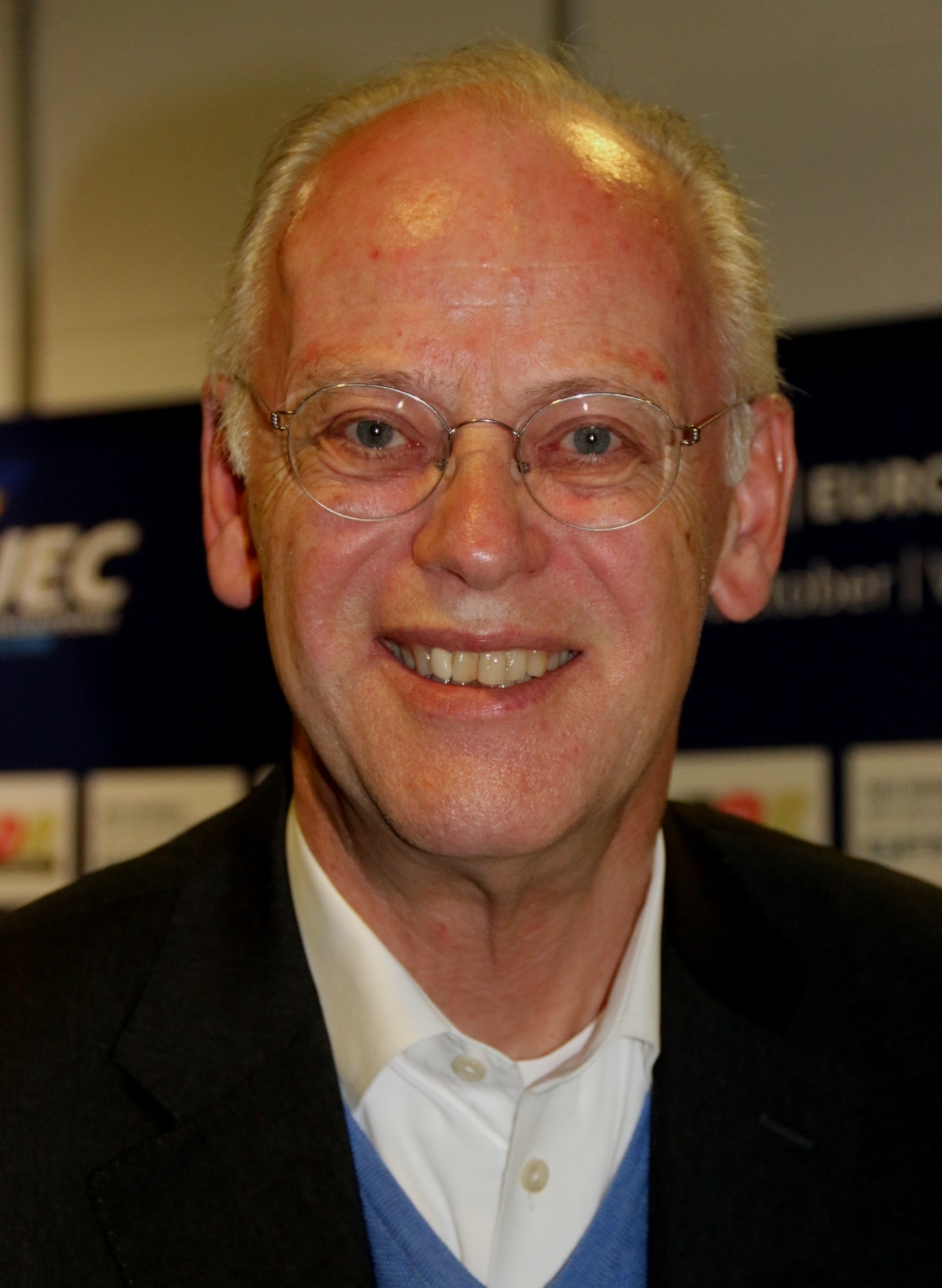
Rudolf Scharping in 2017

Rudolf Albert Scharping (Niederelbert, 2 december 1947) is een Duits politicus en sportmanager.
Hij was voorzitter van de Sozialdemokratische Partei Deutschlands in 1994/1995. In 1991-1994 bekleedde hij het ambt van minister-president in Rijnland-Palts, daarna werd hij lid van het Duitse parlement, de Bondsdag, waar hij tot 1998 als fractievoorzitter diende. In dat jaar, na het verkiezingssucces van Gerhard Schröder, werd Scharping minister van Defensie. Na een aantal schandalen moest hij in 2002 aftreden. Sinds 2005 is hij voorzitter van de Bund Deutscher Radfahrer, een vereniging voor fietsers.

## Biografie
Na zijn middelbare school was Scharping twee jaar actief in het Duitse leger, waar hij moest stoppen vanwege zijn oogproblemen. Hij studeerde onder meer politieke wetenschappen en werd magister in 1974. In 1966 werd hij lid van de SPD. Hij maakte er carrière bij de jongerenafdeling en werd in 1985 voorzitter van de SPD in Rijnland-Palts.
In de jaren 1990 behoorde Scharping tot de schmucke Riege von Ministerpräsidenten, een collectief van SPD-ministers-presidenten in de deelstaten. Op federaal niveau zat echter de CDU met Helmut Kohl in het zadel. In een unieke verkiezing onder de SPD-leden werd Scharping, met een relatieve meerderheid, voorzitter van de SPD. Tegenkandidaten waren Heidemarie Wieczorek-Zeul en de latere bondskanselier Gerhard Schröder.
Als kanselierskandidaat verloor Scharping van Kohl bij de Bondsdagverkiezingen van 1994. Partijvoorzitter Scharping had zich in de campagne gepresenteerd als centrumkandidaat van een trio samen met de linkse Oskar Lafontaine en de rechtse Gerhard Schröder. Hij ruilde zijn minister-presidentschap met het fractievoorzitterschap in de Bondsdag en behield deze laatste functie tot 1998. Als partijvoorzitter werd hij in 1995 door Lafontaine vervangen, die op het partijcongres in Mannheim de partijafgevaardigden met een vlammende toespraak voor zich innam.

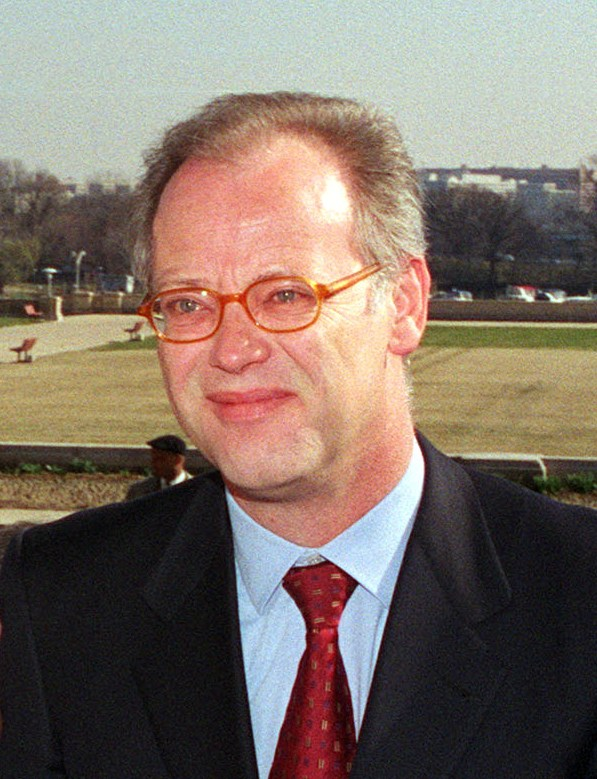
Rudolf Scharping 2001

Toen Schröder in 1998 van Kohl bij de Bondsdagverkiezingen van 1998 won, maakte hij Scharping minister van Defensie. Tijdens zijn ambtstijd deed Duitsland voor het eerst sinds 1945 mee aan een militaire actie, namelijk in de Kosovo-oorlog. Een aantal politieke affaires zorgde nog voor de verkiezingen van 2002 voor zijn aftreden. In een tijdschrift was te zien hoe hij met zijn vriendin aan het zwembad lag, terwijl Duitse soldaten op weg waren naar Macedonië.
Na zijn politieke carrière werd Scharping in 2005 gekozen tot voorzitter van de Bund Deutscher Radfahrer. In 2009 werd hij ondanks kritiek herkozen.
Vanwege zijn licht Paltsische accent en monotone manier van spreken, werd Scharping talloze malen geïmiteerd door cabaretiers.
Scharping was getrouwd met Jutta Scharping (geboren Krause), met wie hij drie dochters heeft. Later trouwde hij met Kristina Gräfin von Pilati von Thassul zu Daxberg (geboren Paul).

## Publicaties
- Rudolf Scharping: Wir dürfen nicht wegsehen. Der Kosovo-Krieg und Europa. Ullstein-Verlag, 1999, ISBN 3-550-07106-X.